# オナラスカ (ワシントン州)
オナラスカ（英語: Onalaska）は、アメリカ合衆国ワシントン州ルイス郡の未編入地域・国勢調査指定地域。同州西部、ワシントン州道508号線沿いに位置する。人口は657人（2020年国勢調査）。

## 歴史
オナラスカは1909年にカーライル製材会社によって建設された。名称はイングランドの詩人トーマス・キャンベルの詩「希望の喜び」の一節よりオナラスカと名付けた。なおカーライルは同名の都市をウィスコンシン州、テキサス州、アーカンソー州（現在は閉鎖）に設立している。製材所は1914年に生産を開始し、最盛期の1929年の会社の在庫は延べ2000万ボードフィートに達した。カーライル湖の近くに現存する、1920年代に建てられた高さ225フィートの製材所の煙突は当時の盛況を残す建造物で、2021年5月にワシントン州歴史保存諮問委員会によってワシントン州遺産に登録された。
製材所には多数の日本人あるいは日系アメリカ人が雇用されていた。日系労働者は街の北のカーライル通りの東側に居住しており、街路はオリエンタル通り、ニッポン通り、トウキョウ通りと呼ばれていた。ヴィック・クセラ著のカーライル製材会社の歴史書『Onalaska』によると、1940年の国勢調査ではルイス郡全体に62人の日系人が住んでいた。クセラによると、彼らは製材所で働いた経験があったため、アメリカ軍によってカリフォルニア州シスキュー郡のキャンプ・トゥーリーレイクの建設工事に徴集された。完成後はそのまま強制収容された。シェヘイリスには日本人と日系人の強制収容についての展示がある。
その後製材所は閉鎖され、1940年代後半にカーライル家と労働組合の間に問題が発生したが、カーライル家が街を去ることで決着した。
2014年、ジェイ・インスレー州知事はオナラスカ・ウッドエナジーを「バイオ燃料技術のリーダーの1人」として称賛し、2万ドルを授与した。だが同社は2020年3月に廃業し、敷地には10万ガロンにおよぶ有害廃棄物が残された。環境・人間に対する悪影響が危惧されたため、アメリカ合衆国環境保護庁は2021年6月に緊急撤去を行った。

## 地理
アメリカ合衆国国勢調査局によると、2023年時点の面積は1.6平方マイル (4.1 km2)で、そのうち陸地は1.6平方マイル (4.1 km2)、水域は0平方マイル (0 km2)、割合は0パーセントである。
オナラスカはNewaukum Riverの南の支流の谷間に位置している。町を通過するワシントン州道508号線は西9マイル (14 km)のナパバイン、東24マイル (39 km)のモートンと繋がっている。郡庁所在地のシェヘイリスはオナラスカの北西14マイル (23 km)の距離にある。

## 住民
2020年国勢調査によると、人口は657人である。人種別だと白人が8割以上を占める。
| 人種 / 民族 (NH = 非ヒスパニック)               | 人口 2010 | 人口 2020 | % 2010 | % 2020  |
| ----------------------------------------------- | --------- | --------- | ------ | ------- |
| 白人 (NH)                                       | 555       | 558       | 89.37% | 84.93%  |
| アフリカ系アメリカ人 (NH)                       | 3         | 4         | 0.48%  | 0.61%   |
| ネイティブ・アメリカンおよびアラスカ先住民 (NH) | 18        | 7         | 2.90%  | 1.07%   |
| アジア系アメリカ人 (NH)                         | 0         | 1         | 0.00%  | 0.15%   |
| 太平洋諸島系 (NH)                               | 0         | 0         | 0.00%  | 0.00%   |
| その他の人種 (NH)                               | 3         | 8         | 0.48%  | 1.22%   |
| 混血 (NH)                                       | 12        | 45        | 1.93%  | 6.85%   |
| ヒスパニック/ラテン系アメリカ人                 | 30        | 34        | 4.83%  | 5.18%   |
| 合計                                            | 621       | 657       | 100%   | 100.00% |

## 文化
2009年に設立された非営利団体のオナラスカ・アライアンスは、毎年9月下旬から10月上旬にかけてオナラスカリンゴ収穫祭を開催している。収穫祭では沢山の料理が振る舞われるほか、アップルパイコンテスト、パレード、農場ツアー、地域全体の教会の礼拝、高校の同窓会のスポーツ大会、カヌーとカヤックのレース、「ロイヤルコート」ビンゴトーナメントなどが催される。収穫祭の収益はオナラスカのコミュニティプロジェクトの資金となっている。。
オナラスカ・アライアンスはまた、毎年開催されるイースターエッグハントを監督している。

## レクリエーション
2012年にオナラスカ・アライアンが買収したスカーライル湖公園がある。2024年時点でカーライル湖は個人が所有しているが、一般開放されており年中釣りを楽しむことができる。

## 政治
オナラスカは非法人地域のため、独自の政府を持たない。オナラスカ・アライアンスは、リンゴ収穫祭の運営、カーライル湖の維持管理、学校や地元企業との協力による町の改善など、コミュニティの主要なリーダーとして知られている。
ルイス郡内の他の農村地域と同じく、共和党支持者と保守派が多数を占める。

## 教育
オナラスカ学区では、就学前教育プログラムが導入されている。
- オナラスカ小学校/中学校（OEMS）
- オナラスカ高等学校

高等学校では「職場スタイル」の授業がいくつか設けられている。その中には2017年時点で州内で唯一となる、地元のネイティブ・アメリカンや学校と協力して魚の孵化場を運営する養殖プログラムがある。このカリキュラムは1990年代初頭にSkookumchuck Riverの緩和戦略として石炭火力発電所とのパートナシップとして始まった。2023年には、学生たちはカーライル湖のダムの上からギーア・クリークに向けて合計13万5千匹のギンザケとSteelheadを放流した。他にはブラシとフィールドワークの訓練を提供する自然資源クラス、木工と金属加工のコース、アウトドアスキルを教える学校クラブがある。
オナラスカには地域のボランティアによって建設された天文台があり、建設資金を集めたアマチュア天文学者にちなみエド・ヘロルド天文台（Ed Herold Observatory）と呼ばれている。望遠鏡は州内の公共望遠鏡で2番目に大きく、ゴールデンデール天文台国立公園の天文装置より0.5インチ小さい。放課後の天文学プログラムでは、この望遠鏡が利用されている。
2017年度のオナラスカ高等学校の卒業生全員、合計43名が大学に合格した。合格率100パーセントは、ワシントン州の取り組みである「高校卒業後計画」の一環で、オナラスカ学区は「シニアサクセス」と呼ばれる必修クラスを通じてこれを実施している。
オナラスカ学区には、フットボール、バスケットボール、陸上競技、バレーボールなどのチームがある。オナラスカを代表するチームは通常、ロガーズ（Loggers）と呼ばれている。高校のフットボールチームは、1986年と2019年にクラス2Bの州選手権で優勝した。

## 交通
オナラスカの近くには民間の飛行場が2つある。東4マイル (6.4 km)のかつてバーントリッジと呼ばれていた地域には2,000フィート (610 m)の滑走路のバーントリッジ飛行場（WN74）が、町のすぐ南には1,850フィート (560 m)の滑走路にネルソンズニッチ空港（WN59）がある。